# Cazes-Mondenard
Cazes-Mondenard è un comune francese di 1 222 abitanti situato nel dipartimento del Tarn e Garonna nella regione dell'Occitania.

## Società

### Evoluzione demografica
Abitanti censiti